# Cixius inflata
Cixius inflata är en insektsart som beskrevs av Tsaur 1991. Cixius inflata ingår i släktet Cixius och familjen kilstritar. Inga underarter finns listade i Catalogue of Life.